# Дискография Линдси Лохан
Дискография американской записывающей артистки Линдси Лохан состоит из 2 студийных альбомов, 9 синглов и 6 видеоклипов. После актерских ролей в различных хитовых фильмах Диснея, таких как «Ловушка для родителей» и «Чумовая пятница», а также в «Дрянные девчонки», Лохан начала записывать песни для саундтрека к её фильмам. В сентябре 2002 Эмилио Эстефан, мл. подписал контракт с Лохан на 5 альбомов. Сделка впоследствии провалилась и Лохан подписалась с Casablanca Records в 2004 году, под управлением Томми Моттола. Она выпустила дебютный альбом Speak в декабре 2004 года, достигнув пика на 4 строке в Billboard 200. Её первый сингл «Rumors» был номинирован на «Лучшее поп-видео» на MTV Video Music Awards 2005.
В 2005 году Лохан выпустила свой второй альбом A Little More Personal (Raw), который достиг пика на 20 строке в Billboard 200. Её сингл «Confessions of a Broken Heart (Daughter to Father)», достиг пика на 57 строке в Billboard Hot 100, который был её первым альбомом, став дебютным в чарте. Альбом имел меньший успех, чем предыдущий альбом Лохан. В 2007 Лохан начала работать над третьим альбомом. Промосингл «Bossy» достиг первой строки в чарте Hot Dance Club Play. Изначально он должен был быть выпущен 4 ноября 2008, его выпустили как сингл, но не был ни разу на альбоме до марта 2010. Одну из её песен «I Wanna Be Bad» можно было услышать на выступлении в Alan Carr: Chatty Man в 2010 году. Также песня «Stuck» просочилась на Perez Hilton в конце марта 2010 года, когда Линдси была на его тусовке по случаю дня рождения. На сегодняшний день Лохан продала более 5 миллионов альбомов по всему миру.

## Студийные альбомы
| Название                                                                          | Информация об альбоме                                                                       | Позиции в чартах | Позиции в чартах | Позиции в чартах | Позиции в чартах | Позиции в чартах | Позиции в чартах | Позиции в чартах | Позиции в чартах | Сертификация            | Продажи       |
| Название                                                                          | Информация об альбоме                                                                       | US               | AUS              | AUT              | CAN              | GER              | JPN              | POL              | UK               | Сертификация            | Продажи       |
| --------------------------------------------------------------------------------- | ------------------------------------------------------------------------------------------- | ---------------- | ---------------- | ---------------- | ---------------- | ---------------- | ---------------- | ---------------- | ---------------- | ----------------------- | ------------- |
| Speak                                                                             | - Релиз: 7 декабря 2004 - Лейбл: Casablanca / Universal - Формат: CD • Цифровая дистрибуция | 4                | 57               | 36               | 9                | 53               | 19               | 12               | 105              | - : Платина - : Платина | - : 1 100 000 |
| A Little More Personal (Raw)                                                      | - Релиз: 6 декабря 2005 - Лейбл: Casablanca / Universal - Формат: CD • Цифровая дистрибуция | 20               | 88               | —                | —                | —                | 44               | —                | —                | - : Золото              | - : 500 000   |
| Знак «—» обозначает, что альбом не вошёл в чарт или не был издан в данной стране. |                                                                                             |                  |                  |                  |                  |                  |                  |                  |                  |                         |               |

## Синглы
| Название                                                                        | Год  | Позиции в чартах | Позиции в чартах | Позиции в чартах | Позиции в чартах | Позиции в чартах | Позиции в чартах | Позиции в чартах | Позиции в чартах | Позиции в чартах | Позиции в чартах | Сертификация          | Альбом                       |
| Название                                                                        | Год  | US               | US Pop           | US Club          | AUS              | AUT              | CAN              | GER              | IRL              | SWI              | UK               | Сертификация          | Альбом                       |
| ------------------------------------------------------------------------------- | ---- | ---------------- | ---------------- | ---------------- | ---------------- | ---------------- | ---------------- | ---------------- | ---------------- | ---------------- | ---------------- | --------------------- | ---------------------------- |
| «Rumors»                                                                        | 2004 | —                | 23               | —                | 10               | 23               | —                | 14               | —                | 30               | —                | - : Золото - : Золото | Speak                        |
| «Over»                                                                          | 2004 | —                | 39               | —                | 27               | 49               | —                | 40               | 19               | 52               | 27               |                       | Speak                        |
| «First»                                                                         | 2005 | —                | —                | —                | 31               | —                | —                | 74               | —                | 41               | —                |                       | Speak                        |
| «Confessions of a Broken Heart (Daughter to Father)»                            | 2005 | 57               | —                | —                | 7                | 74               | —                | —                | —                | —                | —                |                       | A Little More Personal (Raw) |
| «Bossy»                                                                         | 2008 | —                | —                | 1                | —                | —                | 77               | —                | —                | —                | —                |                       | без альбома                  |
| «Can't Stop, Won't Stop»                                                        | 2010 | —                | —                | —                | —                | —                | —                | —                | —                | —                | —                |                       | без альбома                  |
| «Walka Not A Talka» (feat. Snoop Dogg)                                          | 2010 | —                | —                | —                | —                | —                | —                | —                | —                | —                | —                |                       | без альбома                  |
| «Back To Me»                                                                    | 2020 | —                | —                | —                | —                | —                | —                | —                | —                | —                | —                |                       | TBA                          |
| «Lullaby» (feat. Aliana Lohan)                                                  | 2021 | —                | —                | —                | —                | —                | —                | —                | —                | —                | —                |                       | TBA                          |
| "—" denotes releases that did not chart or were not released in that territory. |      |                  |                  |                  |                  |                  |                  |                  |                  |                  |                  |                       |                              |

## Другие песни
| Название                                                                                 | Год  | Альбом                                          |
| ---------------------------------------------------------------------------------------- | ---- | ----------------------------------------------- |
| «Ultimate»                                                                               | 2003 | Чумовая пятница (OST)                           |
| «Drama Queen (That Girl)»                                                                | 2004 | Звезда сцены (OST)                              |
| «What Are You Waiting For?»                                                              | 2004 | Звезда сцены (OST)                              |
| «Don't Move On» / «Living for the City» / «Changes»                                      | 2004 | Звезда сцены (OST)                              |
| «A Day in the Life»                                                                      | 2004 | Звезда сцены (OST)                              |
| «I Decide»                                                                               | 2004 | Дневники принцессы 2: Как стать королевой (OST) |
| «Frankie and Johnny»                                                                     | 2006 | A Prairie Home Companion (OST)                  |
| «Red River Valley» / «In the Sweet By and By» (в составе каста A Prairie Home Companion) | 2006 | A Prairie Home Companion (OST)                  |
| «Lohan Holiday» (Ali Lohan featuring Lindsay Lohan)                                      | 2006 | Lohan Holiday                                   |
| «Danceophobia» (Duran Duran featuring Lindsay Lohan)                                     | 2015 | Paper Gods                                      |

## Видеография
| Клип                                                 | Режиссёр        | Альбом                       | Год  |
| ---------------------------------------------------- | --------------- | ---------------------------- | ---- |
| - Ultimate                                           | Марк Уотерс     | Чумовая пятница (OST)        | 2003 |
| - Drama Queen (That Girl)                            | Деклан Уайтблум | Звезда сцены (OST)           | 2004 |
| - Rumors                                             | Джейк Нава      | Speak                        | 2004 |
| - Over                                               | Джейк Нава      | Speak                        | 2005 |
| - First                                              | Джейк Нава      | Speak                        | 2005 |
| - Confessions of a Broken Heart (Daughter to Father) | Линдси Лохан    | A Little More Personal (Raw) | 2005 |

### Комментарии
1. ↑  "Rumors" did not enter the Billboard Hot 100, but peaked at number 6 on the Bubbling Under Hot 100 chart.[20]
2. ↑  "Over" did not enter the Billboard Hot 100, but peaked at number 1 on the Bubbling Under Hot 100 chart.[20]